# テールフィン
テールフィン(tailfin)とは、自動車やオートバイの後部のスタイリング（造形デザイン）の類型の一つ。
航空機の尾翼のような印象を彷彿とさせる形状を特徴とする。あくまで造形・意匠的なものであり、基本的に空力的効果などの機能性を狙ったデザイン（設計）ではない。

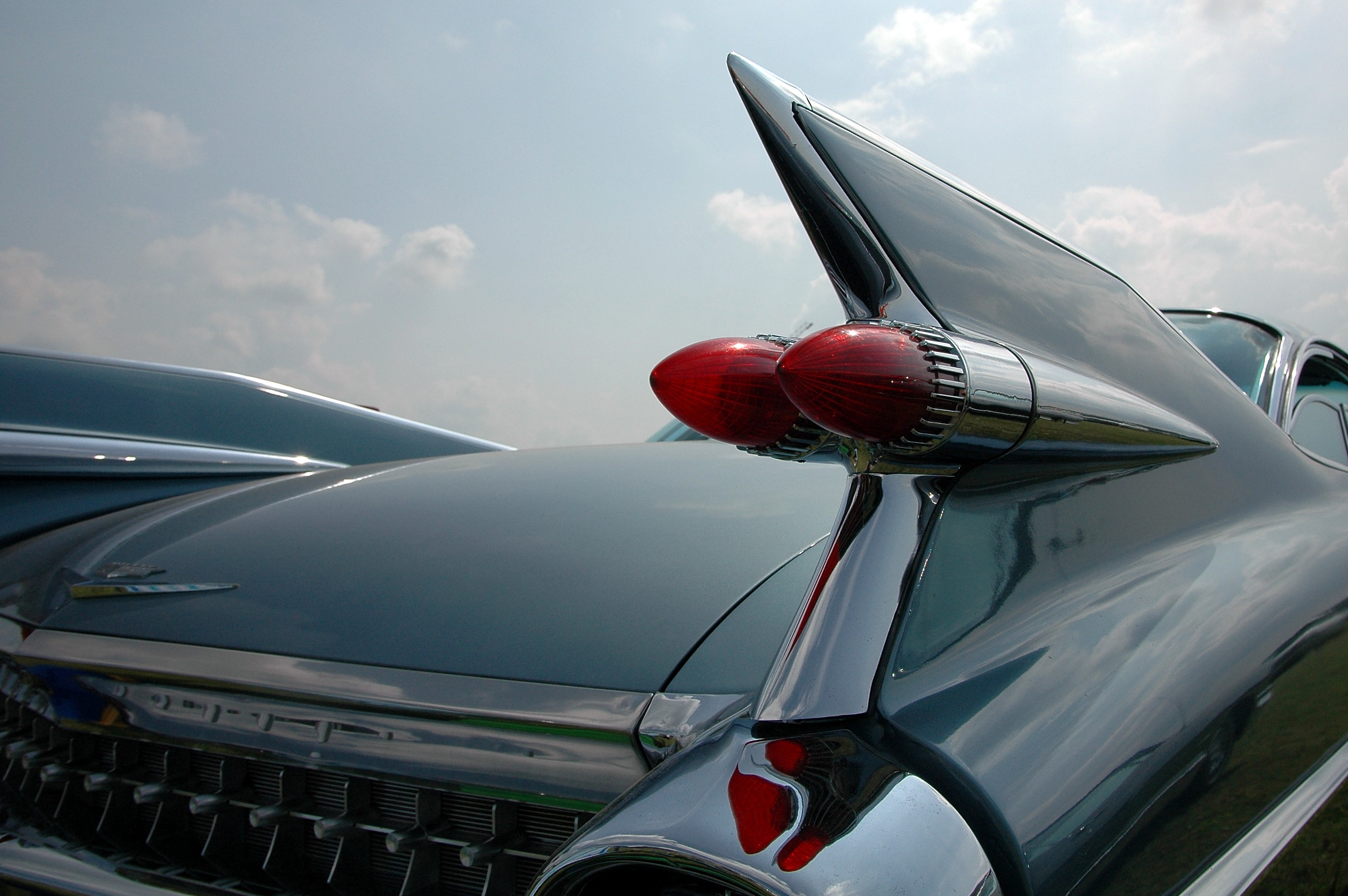
1959年式キャデラックのテールフィン

## 自動車
リアフェンダーの両端を高くして垂直尾翼のように尖らせたデザインが特徴的。1950年代から1960年代に生産されたフルサイズのアメリカ車に多く見られる。
アメリカ車以外ではメルセデス・ベンツを始め、同時期に製造された世界各国の自動車に採用された。

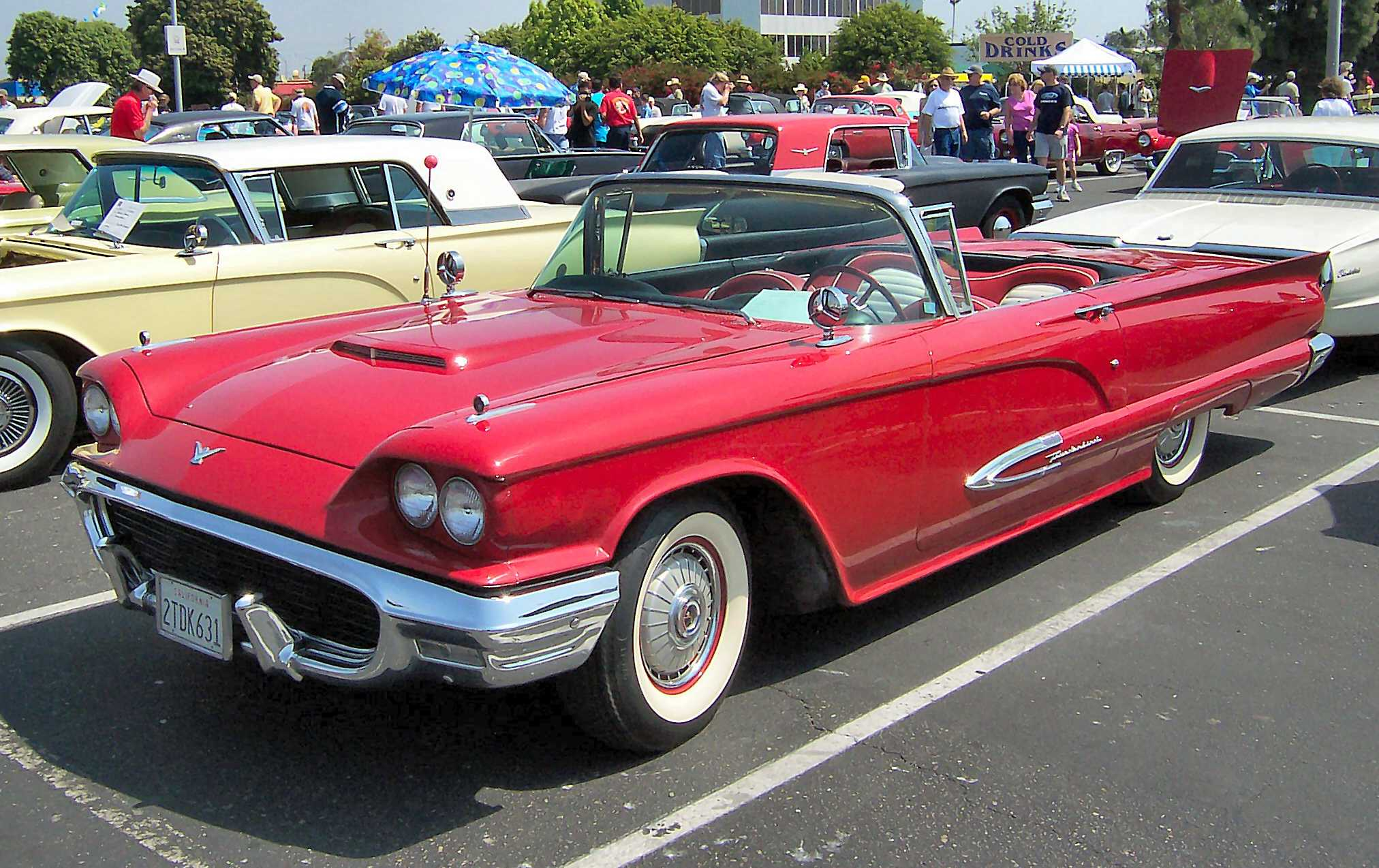
1959年式フォード・サンダーバードの例
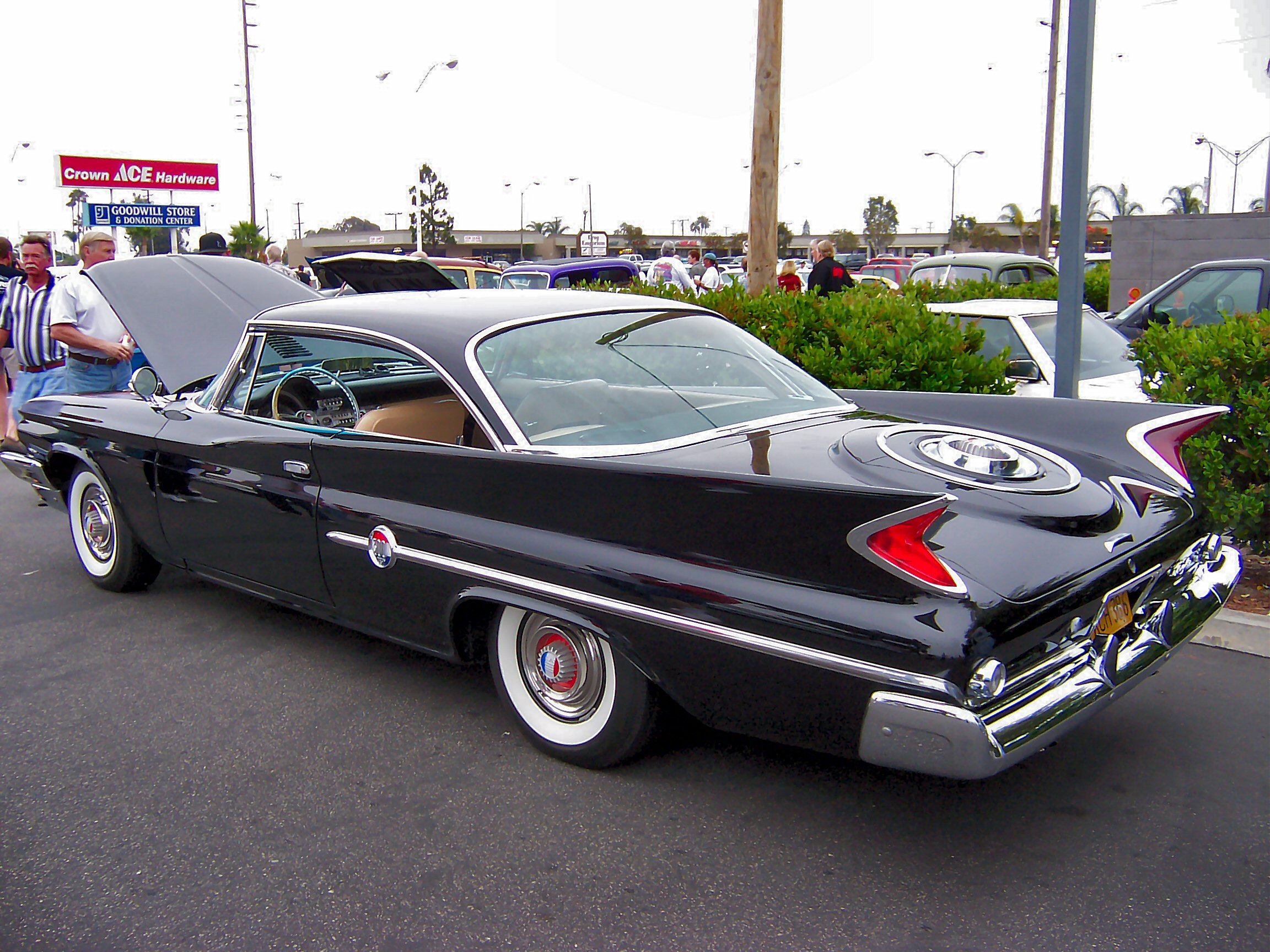
1960年式クライスラー300Fの例

## オートバイ

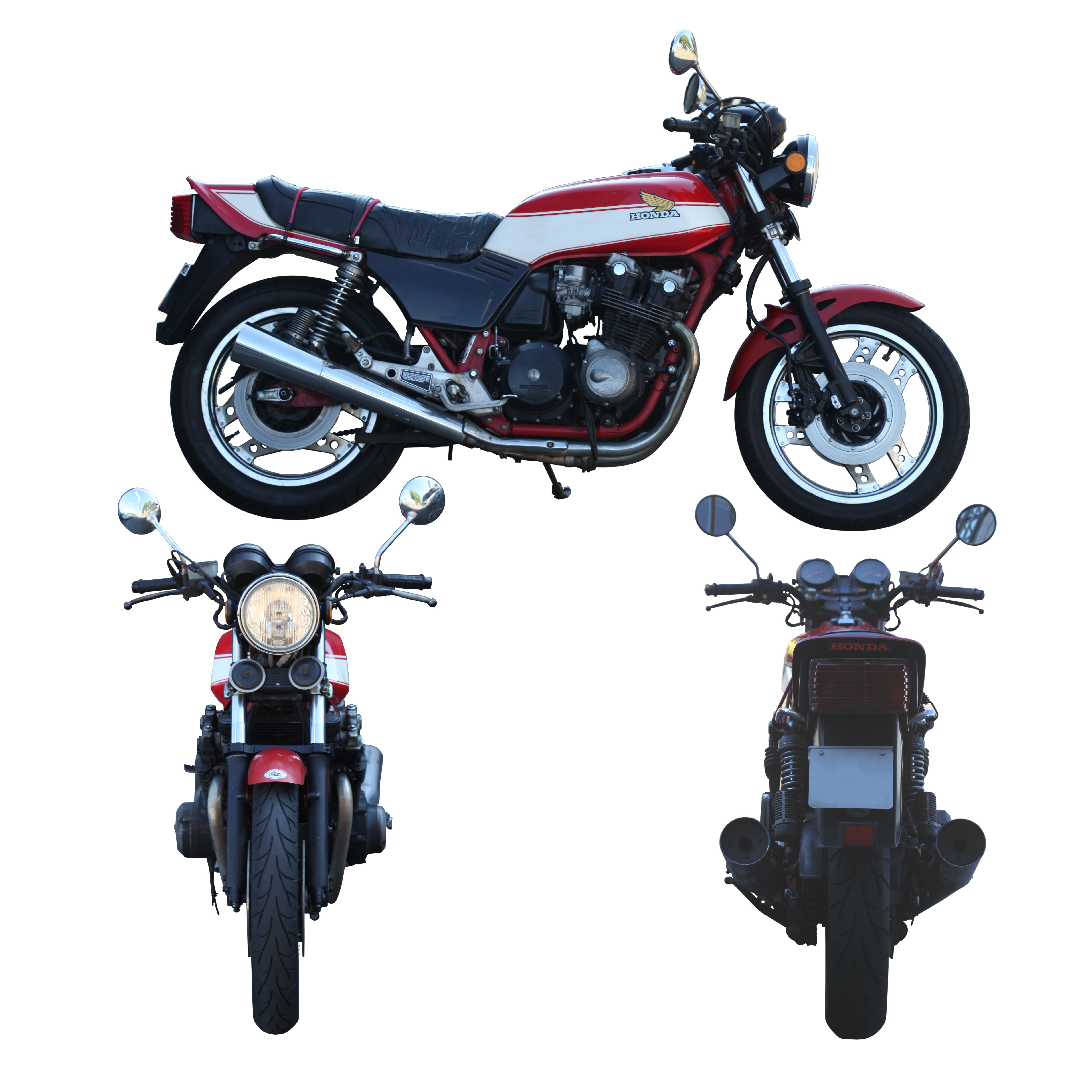
ホンダ・CB900F

1956年に販売が開始されたスズキ・コレダ250TTが、アメリカ車をモチーフにしたフィン形状のサブフレームにリアウィンカーを配し、「モーターサイクルのキャデラック」と呼ばれた。
オートバイメーカーによる純正仕様だけでなく、アフターマーケットにおいてもフィンを備えたテールカウルが市販されている。